# Клодия Пульхра Терция
Кло́дия Пу́льхра Те́рция (урождённая Кла́вдия Пульхра Терция; сменила имя на «Клодия»; часто упоминается как просто Клодия, иногда — Клодия Мете́лла или Клоди́лла; лат. Clodia Pulchra Tertia; родилась, по одной из версий, в 95 году до н. э. — умерла не ранее 44 года до н. э.) — римская матрона, приходившаяся старшей сестрой мятежному народному трибуну 58 года до н. э. Клодию. Предположительно, могла быть причастной к отравлению собственного супруга и консуляра Квинта Цецилия Метелла Целера.
По распространённому в современной историографии мнению, послужила прообразом Лесбии в произведениях римского поэта Гая Валерия Катулла.

## Биография

### Происхождение и семейное положение
Клодия была третьей дочерью консула 79 года до н. э. Аппия Клавдия Пульхра и Цецилии Метеллы Балеарики Младшей. В семействе Пульхров всего было не менее шести детей: известны Аппий Клавдий Пульхр, Клавдия Пульхра Прима (то есть «Первая»), Гай Клавдий Пульхр, Клавдия Пульхра Секунда («Вторая») и Публий Клодий.
Eё мужем был Квинт Цецилий Метелл Целер, консул 60 года до н. э. Брак их не был счастливым, поскольку Клодия подозревалась в измене с женатыми мужчинами и даже рабами. Клодия обвинялась также в пьянстве и трате денег на играх и ставках. Её муж скончался при загадочных обстоятельствах в 59 году; Клодия подозревалась в том, что отравила его.

### Клодия и Клодий
Самым близким другом Клодии был её брат, Публий Клодий Пульхр. Ходили слухи, что Клодия и Клодий состояли в преступной связи и что он был её первым мужчиной. В 62 году до н. э. произошёл примечательный инцидент, о котором говорил весь Рим: Клодия провела своего брата в женском платье на празднование Таинства Доброй Богини, происходившие в доме Цезаря.

### Клодия и Катулл
После смерти Цецилия Метелла Клодия остаётся вдовой с приличным состоянием. Она завязывает несколько романов, в том числе, как предполагают, с молодым поэтом Катуллом, а также с его другом, Марком Целием Руфом.
Катулл написал несколько любовных поэм. В основном они посвящены его любви к вероломной и непостоянной женщине по имени Лесбия, которую с середины XIX века принято считать Клодией Пульхрой. В настоящее время эта теория зиждется на портретном описании Клодии у Цицерона, имеющим параллели с описанием Лесбии у Катулла. Однако существует большое количество противников такого трактования, считающих, что Лесбия не имеет под собой никакого реального прототипа вообще.

### Клодия и Цицерон
Её роман с Целием стал известен, разразился скандал. В 56 году до н. э. Клодия разрывает с Целием Руфом, после чего сразу же обвиняет его в попытке отравления. Такое обвинение могло стоить Целию жизни. В суде интересы Клодии представлял её брат, а интересы Целия — Цицерон, для которого это дело имело огромное значение, поскольку Клодий Пульхр был его злейшим политическим противником.
Защиту Цицерон построил самым жёстким образом. Сохранилась его блестящая речь в защиту Целия («Pro Caelio»). В этой речи, среди прочего, Цицерон обвиняет Клодию в разврате и пьянстве, а также в инцесте со своим братом. Одно из самых язвительных мест речи выглядит так:

…[выступать против обвинителей] мог бы ещё более энергично, если бы не хотел ссориться с мужем этой женщины… братом я имел в виду, я всегда здесь ошибаюсь. Поэтому я продолжаю с умеренностью… Хотя я никогда не предполагал, что мой долг заставит меня судиться с женщиной, да ещё с такой, о которой судачат все мужчины друг с другом. Я бы предпочёл какого-нибудь другого оппонента…

Цицерон обвинил Клодию в том, что она принесла бесчестие своей семье, а также заклеймил её тем, что она является Медеей с Палатина. Дело в том, что жена Цицерона — Теренция — постоянно подозревала, что и сам Цицерон находится в связи с Клодией.
Клодия у Цицерона предстает родовитейшей римской шлюхой, оскверняющей своим необузданным развратом священную память великих предков, в особенности же легендарной весталки и доблестного Аппия Слепого, от лица которого Цицерон — как бы вызвав на суд его дух из царства мёртвых — возглашал, обращаясь к Клодии:

Для того ли расстроил я заключение мира с Пирром, чтобы ты изо дня в день заключала союзы позорнейшей любви? Для того ли провёл я воду, чтобы ты пользовалась ею в своём разврате? Для того ли проложил я дорогу, чтобы ты разъезжала по ней в сопровождении посторонних мужчин?

Дело Целия Клодия проиграла. Молодой человек был оправдан. После этого нет практически никакой информации о Клодии. Известно только, что в 44 году до н. э. она была ещё жива.
В современном Риме, недалеко от палаццо Корсини (район Трастевере), туристам показывают место на улице Лунгаре, где, по преданию, жила Клодия.

## Клодия в современной культуре
Клодия упоминается в нескольких произведениях:
- В «Мартовских идах» Торнтона Уайлдера;
- В серии новелл «Рим под Розой» американского писателя Стивена Сэйлора;
- В серии романов «SPQR» американского писателя Джона Мэддокса Робертса;
- В сериале BBC «Рим»;
- В исторической книге Сюзанны Диксон «Читая римских женщин»;
- В романе Марианны Алфёровой «Соперник Цезаря»;
- В исторической трилогии Милия Езерского «Братья Гракхи».

## Примечание
1. 1 2  Biographical dictionary of ancient Greek and Roman women / Marjorie Lightman and Benjamin Lightman. — New York, 2000. — 433 ps. — Pр. 88—89. — Р. 88. — ISBN 978-0-8160-6710-7